# Blera nigra
Blera nigra är en tvåvingeart som först beskrevs av Samuel Wendell Williston  1887.  Blera nigra ingår i släktet stubblomflugor, och familjen blomflugor. Inga underarter finns listade i Catalogue of Life.